# Тунджели (вилает)
Тунджели (на турски: Tunceli) е вилает в Източна Турция. Административен център на вилаета е едноименния град Тунджели.
Вилает Тунджели е с население от 76 401 жители (оценка от 2006 г.) и обща площ от 7774 кв. км. Разделен е на 8 общини.

## Население
Численост на населението според преброяванията през годините:
| Година | Численост |
| 1990   | 133 584   |
| 2000   | 93 584    |
| 2011   | 84 896    |